# Friedrichshäuser Bruch
Das Friedrichshäuser Bruch ist ein ehemaliges Naturschutzgebiet im Landkreis Northeim. Es liegt zentral im Solling, der hier gemeindefrei ist.
Das ehemalige Naturschutzgebiet mit dem Kennzeichen NSG BR 029 war circa 26 Hektar groß. Zunächst wurden 1938 13,9 Hektar gemäß dem Reichsnaturschutzgesetz unter Schutz gestellt. Die höhere Naturschutzbehörde des Regierungsbezirkes Hildesheim erweiterte die Fläche 1947 auf circa 26 Hektar. Das ehemalige Naturschutzgebiet war vollständig vom Landschaftsschutzgebiet „Solling“ umgeben. Es ist Bestandteil des FFH-Gebietes „Moore und Wälder im Hochsolling, Hellental“ und des Vogelschutzgebietes „Solling“. Zum 15. Oktober 2020 ging es im neu ausgewiesenen Naturschutzgebiet „Moore und Wälder im Hochsolling“ auf. Zuständige untere Naturschutzbehörde war der Landkreis Northeim.

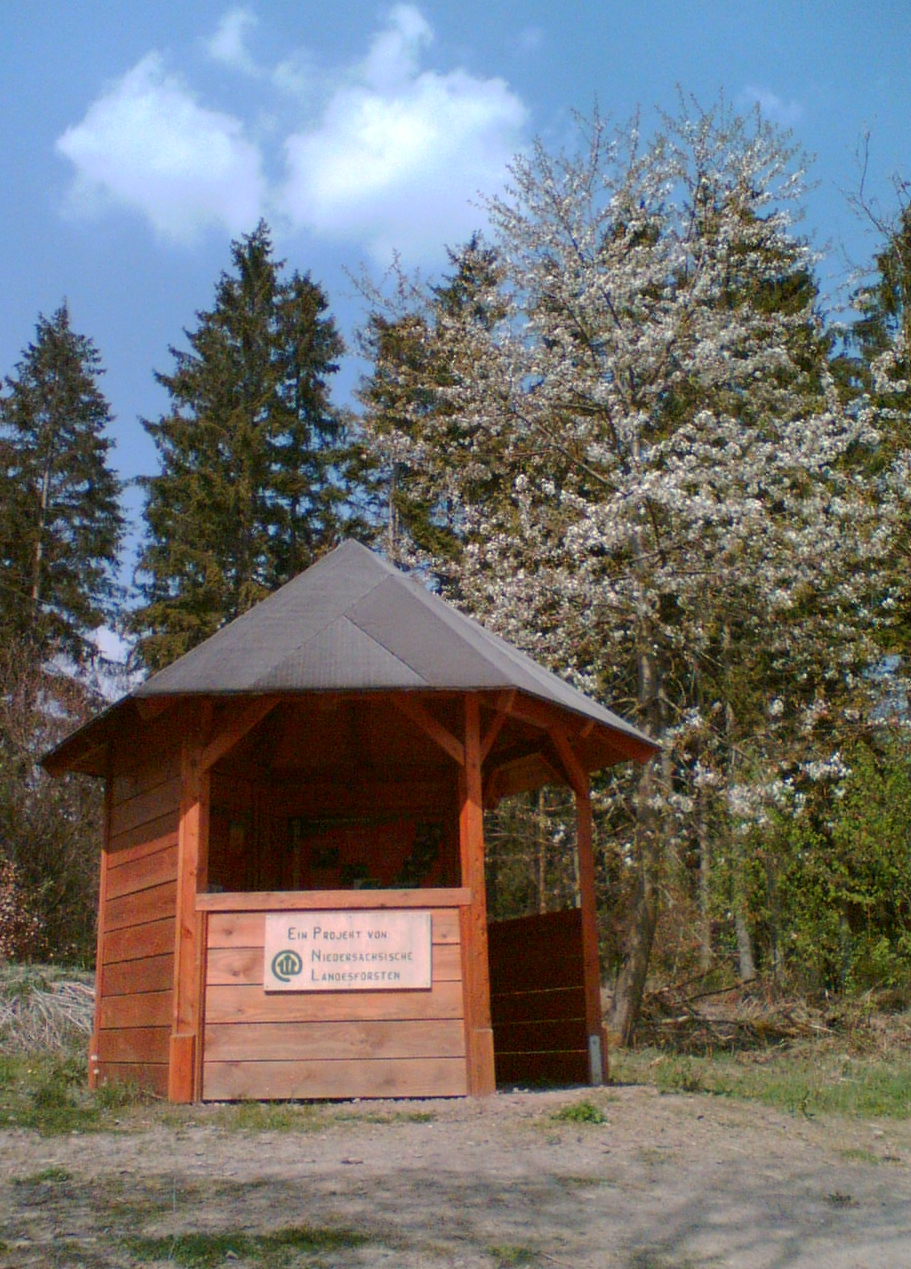
Unterstand am Parkplatz

Das Bruch besteht aus einem Hochmoor, das in vorchristlicher Zeit entstanden ist. Es ist typischerweise mit Moor-Birken bestanden. Auf Teilflächen findet sich auch standortuntypischer Fichtenbestand, der nach einer Trockenlegungs- und Beweidungsphase des 19. Jahrhunderts entstanden ist. Seit 1972 ist der Bruchwald als Naturwald ausgewiesen, sodass seitdem nur regenerierende und zustandserhaltende Maßnahmen durchgeführt werden. Der Baumbestand wurzelt auf Stagnogleyboden und bildet in Verbindung mit den Torfmoosen einen vielfältigen Lebensraum für oft unauffällige Arten wie Scheiden-Wollgras, Sumpf-Veilchen, Farn oder Waldeidechse. Für manche Arten bildet er einen Biotopverbund mit nahegelegenen feuchten Standorten wie dem Mecklenbruch und Lakenteich.
Das Gebiet liegt circa 1 km südlich der Großen Blöße und zwar etwa auf halber Strecke zwischen Silberborn und Sievershausen mit dem hierfür namensgebenden Ortsteil Friedrichshausen.
Das Friedrichshäuser Bruch ist im Unterschied zum nordöstlich von Silberborn liegenden Mecklenbruch nicht über Stege begehbar. Ein für Laufsportarten geeigneter Rundweg von rund 3000 m Länge beginnt an einem Parkplatz an der Straße zwischen Silberborn und Sievershausen. Dort wurde ein Unterstand mit Infotafeln zu der Hochmoorthematik eingerichtet. Zur Waldthematik gibt es eine Infostation am Wildpark Neuhaus sowie den Kinderlehrpfad bei Sievershausen.